# RENPAC
RENPAC, ou Rede Nacional de Comunicação de Dados por Comutação de Pacotes é uma rede comercial de transferência de dados disponibilizada pela Embratel. Baseada em uma tecnologia criada na França e conhecida como "comutação por pacotes" (Packet Switched Network), a Renpac, criada em 1985 foi bastante usada durante a década de 1980, perdendo popularidade com a ascensão da Internet.
O serviço, entretanto, foi modernizado e ainda é oferecido pela Embratel, como opção para transações curtas, de velocidade baixa, tendo como aplicações típicas as transações de vendas e automação bancária.

## Características
RENPAC propicia a interligação entre terminais de dados, microcomputadores e computadores de grande porte, localizados em qualquer parte do território nacional e no exterior.
O serviço é oferecido no modo comutado e dedicado e os equipamentos que formam a rede de comunicação de dados do cliente, podem se comunicar utilizando-se dos seguintes protocolos:
- TCP/IP (dedicado ou via Rede Telefônica)
- X.25 (dedicado)
- X.28 (dedicado ou via Rede Telefônica)
- X.32 (via Rede Telefônica)
- SNA/SDLC (dedicado)

### Modalidades
- Renpac 2028 - Comutado
- Renpac 2032 - Comutado
- Renpac 2040 - Comutado
- Renpac 3025 - Dedicado
- Renpac 3028 - Dedicado
- Renpac 3030 - Dedicado
- Renpac 3040 - Dedicado

### Funcionalidades
Renpac oferece comunicação entre equipamentos e protocolos diferentes a velocidades que variam entre 9.600 bps e 2 Mbps, possibilitando o acesso a redes em mais de 70 países através da tecnologia X.25. A ligação entre as partes conectadas se dá por correspondência lógica via circuitos virtuais, que são estabelecidos apenas durante o período de cada conexão, dispensando a ligação física, o que embute no sistema uma característica natural de segurança a mais.